# Cornèr Arena
La Cornèr Arena è una struttura dedicata all'hockey su ghiaccio situata a Cornaredo, presso Lugano. È lo stadio di casa dell'Hockey Club Lugano.
La pista attuale è stata inaugurata nel 1995, dopo la demolizione della precedente e tre anni di lavori di costruzione durante i quali venne utilizzata una pista provvisoria (Reseghina).
Contiene due piste di ghiaccio, la principale delle quali ha una capienza di 7.200 posti, 13 spogliatoi, una decina di buvettes, un ristorante-pizzeria, due fan-shops, due Vip Lounges e una sala riunioni, per una superficie totale di 3.600 m² (inclusa la Reseghina).
Dalla stagione 2007-08 la pista è dotata di una tribuna disabili all'avanguardia e dalla stagione 2009-10 dispone di schermi giganti di ultima generazione.
Nel 2016 sono stati installati schermi pubblicitari digitali lungo le tribune ed è stata aggiunta un'ulteriore tribuna VIP.
Nell'attuale Cornèr Arena, l'HC Lugano ha vinto due titoli di campione svizzero (2003, 2006) e perso quattro finali (2001, 2004, 2016 e 2018).
Sotto la volta della Cornèr Arena è appeso lo stendardo celebrativo dei 7 titoli di campione svizzero, delle 7 maglie ritirate e dei 4 titoli di campionesse svizzere del Ladies Team.
L'area in cui sorge la pista della Cornèr Arena sarà fortemente modificata dall'importante progetto urbanistico del Nuovo Quartiere Cornaredo, che nel corso dei prossimi anni (2017-2020) cambierà radicalmente il volto di quella zona della città, facendo di essa un'area fieristica e di svago. Inoltre, la zona in questione è direttamente collegata all'autostrada Milano-Zurigo (A2) tramite la Galleria Vedeggio-Cassarate.
La Cornèr Arena è presente, ricreata in ogni dettaglio, nei videogiochi della EA Sports da NHL 13 e successivi.
Nel 2018 l'Hockey Club Lugano annuncia una partnership con il gruppo Cornèr, banca ticinese, da questa partnership viene quindi cambiato il nome ufficiale della pista, denominata d'ora in avanti Cornèr Arena.